# Округ Сонома
Округ Сонома (енгл. Sonoma County) округ је у савезној држави Калифорнија, САД. По положају је најсевернији, а по површини највећи од девет округа Заливске области Сан Франциска. Сонома је један од првобитних округа Калифорније који су формирани 1850. Порекло имена округа остаје нејасно, једна од теорија је да име округа потиче из језика Помо индијанаца, код којих реч Sonoma означава „долину месеца“. Седиште округа и највећи град је Санта Роса. Површина округа је 4.579,7 km², од чега је 4.081,5 km² (89,12%) копно, а 498,2 km² (10,88%) вода.
Према попису из 2010, округ је имао 483.878 становника.
Округ Сонома се налази у области која је позната по производњи вина, а која још обухвата и округе Лејк, Напа и Мендосино. У округу се налази преко 250 винарија. Године 2002, Округ Сонома је био на 32. месту по пољопривредној производњи међу окрузима САД.

## Највећи градови
| Град        | Бр. становника (2010) |  |
| ----------- | --------------------- |  |
| Санта Роса  | 167.815               |  |
| Петлума     | 57.941                |  |
| Ронерт Парк | 40.971                |  |
| Виндзор     | 26.801                |  |
| Хилдсберг   | 11.254                |  |